# Bahnhof Kaliningrad-Sewerny

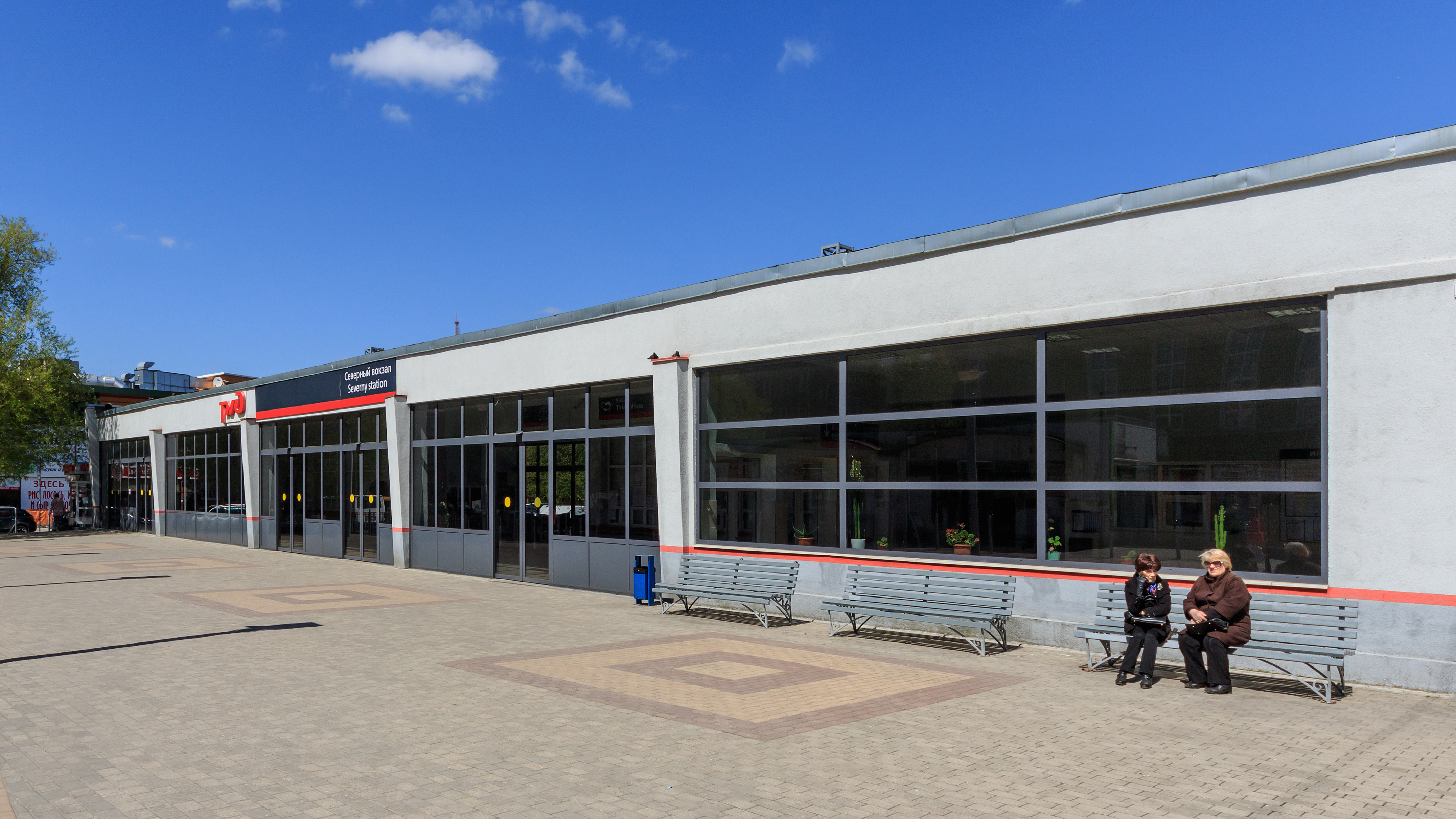
Der heutige Pavillon des Bahnhofs Kaliningrad-Sewerny

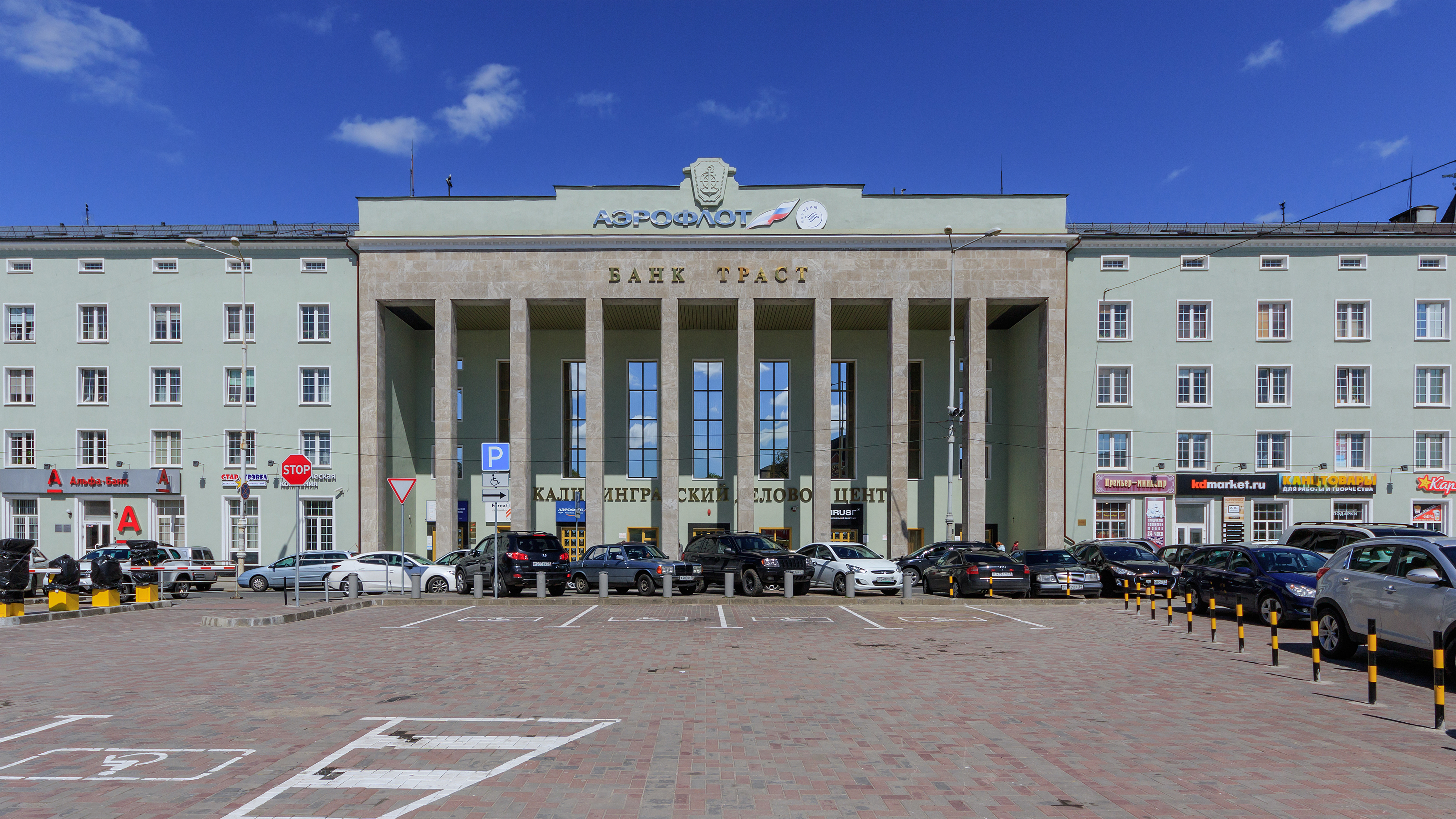
Das Hauptgebäude im Jahre 2017 (heutige Nutzung als Shoppingcenter)

Der Bahnhof Kaliningrad-Sewerny (russisch Калининград-Северный, Kaliningrad Nord oder umgangssprachlich: russisch Северный вокзал – Nordbahnhof) der russischen Stadt Kaliningrad (dt. Königsberg) ist Ausgangspunkt der Regionalverbindungen an die samländische Ostseeküste.

## Geschichte

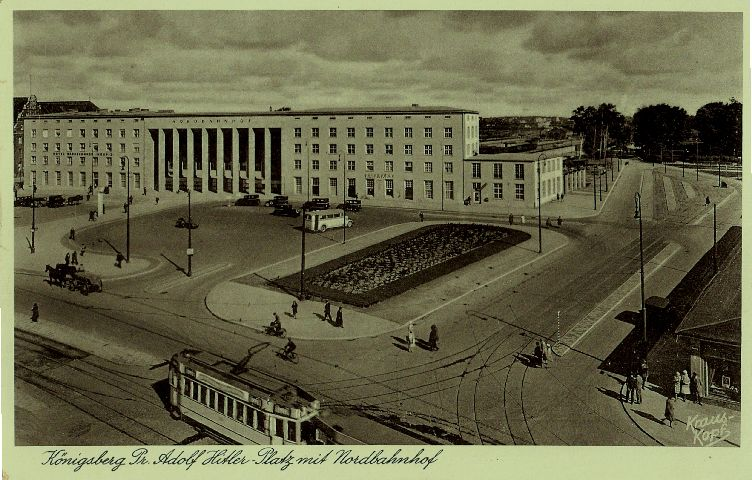
Das Empfangsgebäude des Königsberger Nordbahnhofs auf einer zeitgenössischen Ansichtskarte

Der Bau war ein Gemeinschaftsbahnhof für die Reichsbahnstrecke nach Labiau und Tilsit sowie für die Bahnstrecke nach Cranz und die Samlandbahn. Die Stadt kaufte unter Leitung von Oberbürgermeister Hans Lohmeyer die an der Börse gehandelten Aktien zur Mehrheit auf, um mit den anderen Eigentümern den Gemeinschaftsbahnhof zu errichten. Im Jahr 1930 wurde der Nordbahnhof von dem Königsberger Architekten Martin Stallmann anstelle des Cranzer Bahnhofs und des Samlandbahnhofs im neoklassizistischen Stil als Königsberg Nordbahnhof fertiggestellt.
Der Bahnhof lag am nordwestlichen Rande der damaligen Innenstadt am Hansaplatz, dieser heute Siegesplatz genannte Platz bildet seit der Zerstörung der Innenstadt im Zweiten Weltkrieg das Stadtzentrum Kaliningrads. Drei Gleise endeten von stadtauswärts kommend hier, während ein Gleis durch einen Tunnel unter dem Hansaplatz durchgeführt wurde und der alten Stadtbefestigung folgend den Hauptbahnhof (heute Kaliningrad-Passaschirski) erreichte.

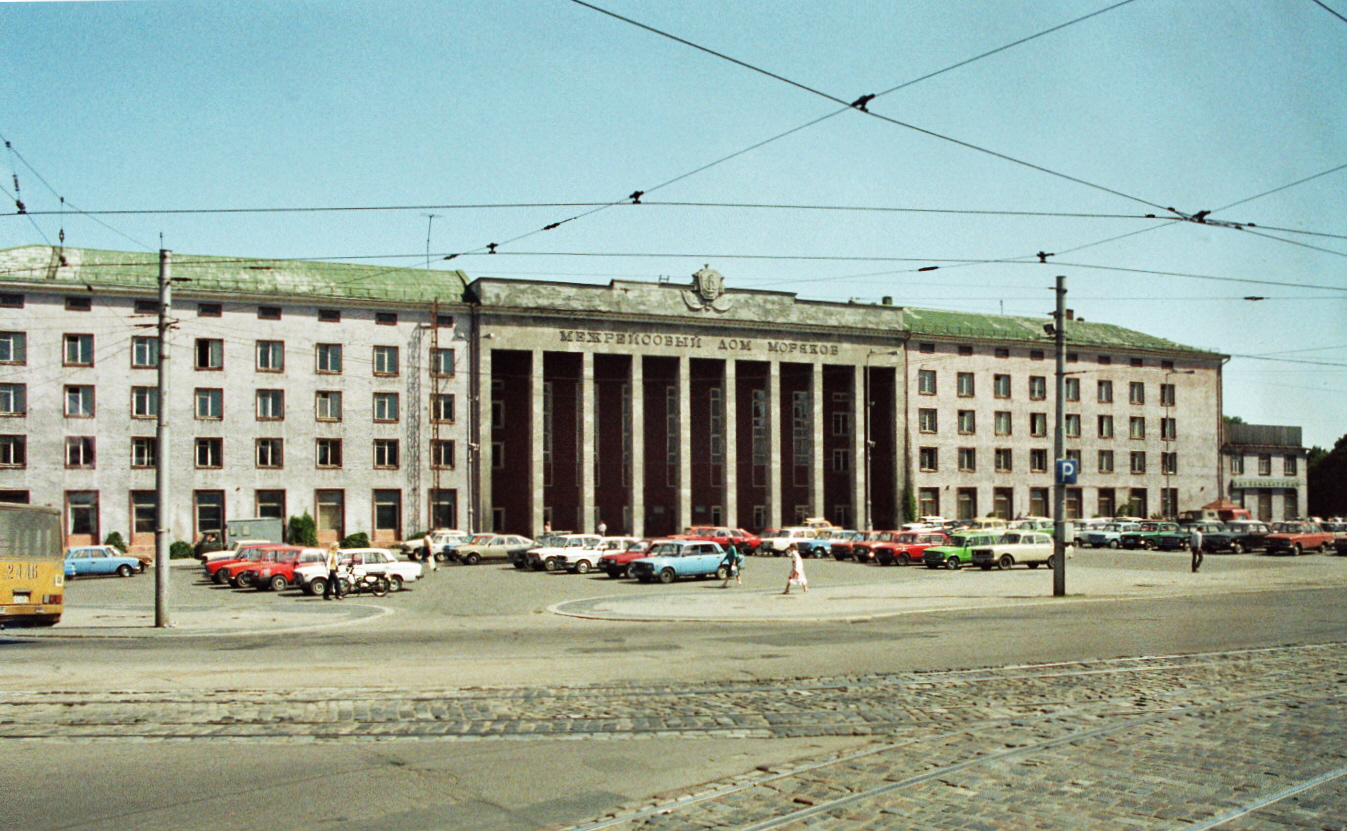
Das ehemalige Empfangsgebäude als Seefahrerheim in Kaliningrad, Foto von 1992

Nach der Eroberung Königsbergs durch die Sowjetunion 1945 wurden die Gleise auf russische Breitspur umgespurt. Das unbeschädigt gebliebene Empfangsgebäude wurde zunächst zu einem Seefahrerheim, später zu einem Geschäftszentrum umgenutzt. 
Der Zugang zu den Gleisen erfolgt seitdem seitlich an dem Gebäude vorbei, die Fahrkarten erhält man an einem kleinen Pavillon. An der Bestimmung des elektrifizierten Bahnhofs hat sich jedoch seit seiner Eröffnung nichts geändert: Die S-Bahn-ähnliche Vorortzüge („Elektritschkas“) (russisch электричка) fahren seit 1976 in dichter Taktfolge von hier aus an die Ostsee. Einige Züge nutzen das ebenfalls erhalten gebliebene elektrifizierte, durch einen Tunnel führende Gleis zum Südbahnhof. Dieser nach dem Zweiten Weltkrieg errichtete 156 Meter lange Tunnel wurde in den Jahren 2009/2010 saniert. An der Brücke über dem Bahnsteig wurde im Jahr 2011 eine Gedenktafel für die ersten von dort aus Königsberg deportierten Juden angebracht.
Vor dem Bahnhof wurde die Dampflok ТЭ 858 als Museumslokomotive aufgestellt. Es handelt sich um eine 1944 in Krenau hergestellte Lok der Baureihe 52.